# Gouni-Peulh
Gouni-Peulh est une commune située dans le département de Tenkodogo de la province de Boulgou dans la région du Centre-Est au Burkina Faso.

## Géographie
La commune est traversée par la route nationale 16.